# Kolbein Hruga
Kolbein Hruga, ook Kolbein Heap genoemd, is de bouwer van Cubbie Roo's Castle op het eiland Wyre van de Orkney-eilanden. De naam Cubbie Roo is een verbastering van zijn eigen naam. Hij leefde in de twaalfde eeuw.

## Biografie
Hij was gehuwd met Herborg, de achterkleindochter van graaf Paul Thorfinnsson. Ze hadden vijf kinderen; Kolbein Karl, Bjarni the Poet, Sumarlidi, Aslak en Frida. Kolbein was ook de peetoom van Olaf, de zoon van Svein Asleifarson. Andres, de andere zoon van Svein Asleifarson huwde met Kolbeins dochter Frida.
Voor zijn levensonderhoud had Kolbein een boerderij op Wyre. Ter bescherming van hem en zijn gezin bouwde hij daar rond 1145 een fort, hetgeen nu nog bekendstaat als Cubbie Roo's Castle. Mogelijk was hij ook inner van de belastingen namens de koning van Noorwegen. Hij was een vooraanstaand man, die het respect had van de graven van Orkney.
Onderaan de heuvel van Cubbie Roo's Castle staat St Mary's Chapel, die vermoedelijk door hem of zijn zoon Bjarni the Poet is gebouwd.